# Araçá-pera
Araçá-pera (Psidium acutangulum DC.) é uma árvore frutífera da família Myrtaceae.
Outros nomes populares: araçá-piranga, araçandiva, araánduba, goiaba-do-pará.
Apresenta 5 variedades:
- Psidium acutangulum var. acidum DC. 1828
- Psidium acutangulum var. crassirame O. Berg 1857
- Psidium acutangulum var. oblongata Mattos 1989
- Psidium acutangulum var. oblongatum Mattos 1989
- Psidium acutangulum var. tenuirama O. Berg 1857[3]

## Características
Pequena árvore perenifólia de 3 a 7 m de altura cujos ramos novos são alados e quadrangulares.
As folhas são cartáceas e glabras, com até 13cm de comprimento.
As flores axilares, brancas, são formadas de agosto a outubro.
Os frutos são bagas globosas lisas, de polpa suculenta muito ácida, com toque de pera, e amadurecem de novembro a fevereiro.

## Ocorrência
Na Amazônia, nos países: Bolívia, Brasil (Amapá, Amazonas, Pará, Maranhão, Rondônia, Mato Grosso e Rio Grande do Sul), Colômbia, Equador, nas três Guianas, Peru e Venezuela.
No Brasil, é pouco cultivado em pomares domésticos, principalmente em sua região de origem, a Amazônia ocidental.

## Usos
Os frutos são consumidos em forma de sucos, sorvetes e doces.

## Nomenclatura  e araçá-do-pará
Algumas referências apontam para o nome Campomanesia acida como o nome científico do araçá-do-pará, enquanto outras colocam a variedade Psidium acutangulum var. acidum como uma própria espécie, Psidium acidum.  Psidium acidum é um sinônimo homotípico de Britoa acida, enquanto o gênero Britoa em si é um sinônimo heterotípico de Campomanesia. 